# Sergei Wiktorowitsch Piskunow
Sergei Wiktorowitsch Piskunow (russisch Сергей Викторович Пискунов; * 11. März 1981 in Magnitogorsk, Russische SFSR) ist ein russischer Eishockeyspieler, der seit August 2012 beim HK Kuban Krasnodar in der Wysschaja Hockey-Liga unter Vertrag steht.

## Karriere
Sergei Piskunow begann seine Karriere als Eishockeyspieler in seiner Heimatstadt in der Nachwuchsabteilung des HK Metallurg Magnitogorsk, für dessen zweite Mannschaft er von 1998 bis 2000 in der drittklassigen Perwaja Liga aktiv war. Für die Profimannschaft Metallurgs spielte der Flügelspieler von 2000 bis 2005 in der Superliga. Mit seinem Team wurde er in seinem Rookiejahr in der Saison 2000/01 auf Anhieb Russischer Meister. Drei Jahre später scheiterte er mit Metallurg erst im Playoff-Finale am HK Awangard Omsk. In seiner Zeit bei Metallurg absolvierte er auch sechs Spiele für dessen Ligarivalen HK ZSKA Moskau in der Saison 2002/03. 
Von 2005 bis 2010 stand Piskunow bei Sewerstal Tscherepowez unter Vertrag, zunächst in der Superliga und ab der Saison 2008/09 in der neu gegründeten Kontinentalen Hockey-Liga. Für die Saison 2010/11 wurde der Rechtsschütze zunächst von Amur Chabarowsk verpflichtet. Bereits nach nur acht Spielen wechselte er jedoch innerhalb der KHL zum HK Traktor Tscheljabinsk, bei dem er die Spielzeit beendete. Zur Saison 2011/12 schloss er sich dem HK Donbass Donezk aus der Wysschaja Hockey-Liga an.  

## Erfolge und Auszeichnungen
- 2001 Russischer Meister mit dem HK Metallurg Magnitogorsk
- 2004 Russischer Vizemeister mit dem HK Metallurg Magnitogorsk

## Statistik
(Stand: Ende der Saison 2010/11)